# Jużnaja
Jużnaja (ros. Южная – Południowa) – stacja moskiewskiego metra linii Sierpuchowsko-Timiriaziewskiej (kod 149). Nazwa po polsku znaczy dosłownie "Południowa" (w momencie otwarcia była najbardziej na południe położoną stacją w systemie metra). Przez 2 lata pełniła funkcję stacji końcowej. Wyjścia prowadzą na ulice Kirowogradskaja, Sumskaja i Dniepropietrowskaja.

## Konstrukcja i wystrój
Jednopoziomowa, jednonawowa stacja metra z jednym peronem. Motywem wystroju jest natura okolic Moskwy. Ściany nad teorami wyłożono marmurem imitującym płynącą wodę. Ściany w hallu ozdobiono mozaiką Pory roku (Времена года). Podłogi wyłożono szarym i czarnym granitem.